# Lediger
Ein Lediger ist nach heutigem Sprachgebrauch  eine Person, die noch nie geheiratet hat.
In Österreich werden die Familienstände „ledig“, „verheiratet“, „in eingetragener Partnerschaft lebend“, „geschieden“, „aufgelöste eingetragene Partnerschaft“, „verwitwet“ und „hinterbliebene eingetragene Partnerin/hinterbliebener eingetragener Partner“ unterschieden. „Alleinstehende“ sind Personen, die in keiner Gemeinschaft leben, also auch ohne Kinder, mit Kindern wären sie „Alleinerziehende“.
Die ursprüngliche Bedeutung von „ledig“ war frei, los beispielsweise frei von Gefangenschaft, Strafe, Schuld oder einer  Verpflichtung oder auch aus der Lehre entlassen. In der Heraldik ist ein lediger Schild ein Schild, der mit keiner Figur belegt ist.
Der Begriff „lediges Kind“ (synonym zu nichtehelich geborenes Kind, auch „außereheliches Kind“ oder „uneheliches Kind“ oder „nichteheliches Kind“, veraltet auch „illegitimes Kind“) bezeichnet also "einer Ledigen Kind".

## Begriff
Im Melderegister ist die Angabe ledig (LD) neben geschieden und verwitwet eine der drei Arten der Ehelosigkeit als Familienstand (in der Schweiz Zivilstand genannt).
Im kanonischen Recht bedeutet die Nichtigkeitserklärung nicht die Auflösung einer bestehenden Ehe, sondern die Feststellung, dass nach katholischem Verständnis von Anfang an keine gültige Ehe bestanden hat. Im Christentum gilt der Zölibat neben Armut und Gehorsam als ungeteilte Nachfolge Christi und Zeichen für das endzeitliche Heil. Er ist auch durch sexuelle Enthaltsamkeit geprägt. Alleinstehende sind dagegen Personen, die ohne Ehe- oder Lebenspartner und ohne Kinder in einem Haushalt leben, unabhängig vom Familienstand. Es gehören also auch Verwitwete und Geschiedene oder beispielsweise Mönche zu den Alleinstehenden.

## Rechtsstellung
Unverheiratete gehören zu einer anderen Lohnsteuerklasse als Verheiratete.

## Kunst und Kultur
In Kinofilmen sind Ledige und ihre sozialen Beziehungen ein eigenes Genre. Beispiele sind
- Die ledige Frau (1917)
- Der ledige Hof (1919)
- Ledige Mütter (1928)
- Weiblich, ledig, jung sucht … (1992)
- Tortur d’amour – Auf immer und ledig (2005)
- Weiblich, Ledig, 40 (2006)
- Bauer, ledig, sucht… (seit 2008)

## Statistik
Während in Deutschland und der Schweiz der Anteil der Ledigen an der Bevölkerung größer ist als der der Verheirateten und in Lebenspartnerschaft Lebenden, ist das Verhältnis in Österreich umgekehrt. Dort beträgt der Anteil Verheirateter an Personen in Privathaushalten ab 15 Jahren fast 50 %, der Anteil Lediger nur gut ein Drittel.